# Лункшоара (Арад)
Лункшоара (рум. Luncșoara) — село у повіті Арад в Румунії. Входить до складу комуни Хелмеджел.
Село розташоване на відстані 342 км на північний захід від Бухареста, 102 км на схід від Арада, 89 км на південний захід від Клуж-Напоки, 124 км на північний схід від Тімішоари.

## Населення
За даними перепису населення 2002 року у селі проживали 536 осіб, усі — румуни. Рідною мовою 535 осіб (99,8%) назвали румунську.